# Довгий поцілунок на добраніч
«Довгий поцілунок на добраніч» — кримінальний бойовик 1996 року з Джиною Девіс і Семюелем Л. Джексоном у головних ролях.

## Сюжет
Вісім років тому головну героїню Саманту Кейн знайшли вагітною. Вона повністю втратила пам'ять. Саманта народила Кейтлін і влаштувалася на роботу шкільною вчителькою. Одного разу на неї напав злочинець і вона вправно відбилась від нього, використовуючи прийоми самозахисту. Жінка наймає детектива Генессі, щоб дізнатися про своє минуле. Мітч знаходить Натана Волдмена, який розповідає, що знав Саманту як Чарлін Белтімор — вбивцю, яка працювала на ЦРУ. Коли її схоплюють старі вороги в ній прокидається колишня Чарлін.

## У ролях
| Актор              | Роль                                   |
| ------------------ | -------------------------------------- |
| Джина Девіс        | Саманта Кейн / Чарлін Белтімор         |
| Семюел Л. Джексон  | Мітч Генессі                           |
| Патрік Малагай     | Ліланд Перкінс                         |
| Крейг Бірко        | Тімоті                                 |
| Браян Кокс         | Натан                                  |
| Девід Морс         | Люк                                    |
| Г. Д. Спрадлін     | президент                              |
| Том Амандес        | Гол                                    |
| Івонн Зіма         | Кейтлін Кейн                           |
| Меліна Канакаредес | Трін                                   |
| Ларрі Кінг         | у ролі себе                            |
| Джеррі Бамман      | Співробітник ЦРУ (в титрах не вказано) |

## Створення фільму

### Виробництво
Зйомки фільму проходили в Канаді та США.

### Знімальна група
- Кінорежисер — Ренні Гарлін
- Сценарист — Шейн Блек
- Кінопродюсери — Стефані Остін, Шейн Блек, Ренні Гарлін, Джина Девіс
- Композитор — Алан Сільвестрі
- Кінооператор — Гілльєрмо Наварро
- Кіномонтаж — Вільям Голденберг
- Художник-постановник — Говард Каммінгс
- Артдиректори — Стів Арнольд, Денніс Девенпорт
- Художник-декоратор — Майкл Тейлор
- Художник по костюмах — Майкл Каплан[2].

## Сприйняття

### Критика
Фільм отримав переважно позитивні відгуки. На сайті Rotten Tomatoes оцінка стрічки становить 68 % від кінокритиків із середньою оцінкою 6,1/10 (53 голоси) і 70 % на основі 62 145 відгуків від глядачів (середня оцінка 3,3/5). Фільму зарахований «стиглий помідор» і «попкорн» від глядачів, Internet Movie Database — 6,7/10 (64 297 голосів), Metacritic — 44/100 (20 відгуків від критиків) і 8,6/10 (71 відгук від глядачів).

### Номінації та нагороди
| Нагороди та номінації фільму «Довгий поцілунок на добраніч» | Нагороди та номінації фільму «Довгий поцілунок на добраніч» | Нагороди та номінації фільму «Довгий поцілунок на добраніч» | Нагороди та номінації фільму «Довгий поцілунок на добраніч» | Нагороди та номінації фільму «Довгий поцілунок на добраніч» | Нагороди та номінації фільму «Довгий поцілунок на добраніч» |
| Рік                                                         | Кінофестиваль/кінопремія                                    | Категорія/нагорода                                          | Номінант                                                    | Результат                                                   |                                                             |
| ----------------------------------------------------------- | ----------------------------------------------------------- | ----------------------------------------------------------- | ----------------------------------------------------------- | ----------------------------------------------------------- | ----------------------------------------------------------- |
| 1997                                                        | «Сатурн»                                                    | Найкраща кіноакторка                                        | Джина Девіс                                                 | Номінація                                                   |                                                             |
| 1997                                                        | «Image Awards»                                              | Видатний актор у кінофільмі                                 | Семюел Л. Джексон                                           | Номінація                                                   |                                                             |
| 1997                                                        | «Молодий актор»                                             | Найкраща акторка віком до 10 років                          | Івонн Зіма                                                  | Номінація                                                   |                                                             |